# Манастир Озерковићи
Манастир Озрековићи је мушки манастир Српске православне цркве. Налази се у селу Озерковићи, Општина Соколац. Садашњи старјешина манастира је јеромонах Георгије Станковић.

## Историја
Манастир Свете Тројице саграђен је на тромеђи општина Соколац, Пале и Рогатица. Изградња манастира, са прекидима, траје од 2002. године.
По благослову Митрополита дабробосанског господина Хризостома игуман Георгије, у августу 2018. године, започео је обнову манастира са циљем претварања истог у својеврсни духовни центар. У склопу манастира ради радионица за израду и претоп свијећа.
Темељи манастира су освјештани 2002. године руком Митрополита дабробосанског Николаја. Манастир Озрековићи је од оснивања до 2018. године је био женски. Двије године манастир Свете Тројице био је потпуно затворен.
У манастиру се сваке године обиљежава Крсна слава, празник Силаска Светог Духа на Апостоле - Тројице. И Преслава, празник Јерусалимске иконе Пресвете Богородице.